# معالجة عقلانية انفعالية سلوكية
المعالجة العقلانية الانفعالية السلوكية هي معالجة نفسية توجيهية وفعالة مبنية على أساس فلسفي وتجريبي، تهدف إلى حل المشكلات والاضطرابات السلوكية والعاطفية ومساعدة الناس ليصبحوا أسعد، وجعلهم أكثر رضى عن أنفسهم.
تفترض المعالجة العقلانية الانفعالية السلوكية أن الأشخاص لديهم معتقدات خاطئة عن الأوضاع التي يعيشونها، وأن هذه المعتقدات تُسبب لهم الاضطراب، لكن يمكن التخلص منها وتغييرها.)

## التاريخ
أُنشئت المعالجة العقلانية الانفعالية السلوكية وطُوّرت من قبل عالم النفس الأمريكي ألبرت إليس، الذي كان ملهمًا بالعديد من تعاليم الفلاسفة الآسيويين واليونانيين والرومانيين الحديثين. المعالجة العقلانية الانفعالية السلوكية هي الشكل الأول من أشكال المعالجة السلوكية المعرفية (سي بي تي)، وشُرحت لأول مرن من قبل إليس في منتصف خمسينيات القرن العشرين، واستمرت بالتطور والانتشار حتى وفاته في عام 2007. أصبح اسم إليس مرادفًا للعلاج النفسي ذي التأثير الكبير. إذ نشرت مجلة سايكولوجي توداي مقالة أشارت بها إلى أنه لم يكن لأي فرد، حتى فرويد نفسه، تأثيرٌ أكبر من تأثير إليس على العلاج النفسي الحديث.
تُعد المعالجة العقلانية الانفعالية السلوكية التي أنشأها إليس نظام علاج نفسي من الناحية النظرية والممارسات العملية ومدرسة فكرية أيضًا. قدم أفكاره لأول مرة في مؤتمر عُقد في الجمعية الأمريكية لعلم النفس في عام 1956، ثم نشر لاحقًا في عام 1957 مقالة بذرية بعنوان المعالجة النفسية العقلانية وعلم النفس الفردي، إذ وضع فيها قواعد أساسية لما يُطلق عليه بالمعالجة العقلانية (آر تي)، وأجاب بدقة على أسئلة الطبيب النفسي رودولف دريكورز وغيره من الأطباء حول أوجه التشابه والاختلاف مع مؤسس علم النفس الفردي الطبيب ألفرد أدلر. كان ذلك قبل حوالي عقد من الزمن، قبل أن يقدم الطبيب النفسي آرون بيك لأول مرة العلاج المعرفي الذي أسسه بعد أن اتصل به إليس في منتصف الستينيات من القرن العشرين. استبُدل اسم المعالجة النفسية العقلانية الذي وضعه إليس بالمعالجة العقلانية الانفعالية في عام 1959، ثم سُميت باسمها الحالي، أي المعالجة العقلانية الانفعالية السلوكية، في عام 1992.
حُددت بعض الجوانب الأساسية السابقة للمعالجة العقلانية الانفعالية السلوكية في التقاليد الفلسفية القديمة، وخاصةً عند علماء مذهب الرواقية الفلسفي مثل ماركوس أوريليوس وإبيكتيتوس وزينون الرواقي وخريسيبوس وبانتيوس الرودسيّ وشيشرون وسينيكا والفيلسوف الآسيوي الأول كونفوشيوس بالإضافة إلى غوتاما بوذا. كتب إليس في أول كتاب له عن المعالجة العقلانية أن المبدأ الأساسي في النهج الذي يتبعه هو أن الناس نادرًا ما يتأثرون عاطفيًا بالأحداث الخارجية، بل من خلال التفكير في مثل هذه الأحداث، (اكتُشف هذا النهج أولًا وذُكر من قبل الفلاسفة الرواقيين القدماء). أعطى إليس مثالًا يوضح فيه منهجه من خلال اقتباس أخذه من كتيّب إبيكتيتوس، يقول به: «لا ينزعج الرجال من الأمور والأشياء، بل من الأفكار التي يأخذوها منها». لاحظ إليس أن وليم شكسبير عبّر عن فكر مماثل لمنهجه في مسرحيته هاملت، إذ قال: «لا يوجد شيء جيد أو سيئ، لكن التفكير يجعل الأمر كذلك». اعترف إليس أيضًا بالمعالجِين الذين ظهروا في أوائل القرن العشرين وخاصةً باول تشارلز دوبويس، مع أنه قرأ عمله بعد عدة سنوات فقط من إنشاء علاجه وتطويره.

## الافتراضات النظرية
يفترض نظام المعالجة العقلانية الانفعالية السلوكية أن لدى البشر ميولًا ونزعات عقلانية فطرية (بمعنى المساعدة الذاتية والمساعدة الاجتماعية البنّاءة)، وأخرى غير عقلانية (بمعنى انهزام الذات أو الهزيمة الاجتماعية أو عدم المساعدة). وزعمت المعالجة العقلانية الانفعالية السلوكية أن الأشخاص يخلقون إلى درجة كبيرة، بوعي ودون وعي، صعوبات عاطفية أو شعورية، مثل إلقاء اللوم على أنفسهم ورثاء أنفسهم والغضب والأذى والشعور بالذنب والخجل والاكتئاب والقلق، ويتصرفون بنزعات سلوكية مثل التسويف (بمعنى المماطلة، أي تأجيل الأعمال والمهام إلى وقت لاحق) والتسلّط والتجنب والإدمان -على المخدرات مثلًا- عن طريق تفكيرهم غير العقلاني والمُحبَط وعن طريق مشاعرهم وسلوكهم.
طُبقت لاحقًا المعالجة العقلانية الانفعالية السلوكية بمثابة عملية تعليمية يُعلِّم بها المعالِج المراجِعين في كثير من الأحيان -وبشكل توجيهي وفعال- كيفية تحديد المعتقدات والفلسفات غير العقلانية والتي تستهدف الذات، والتي تكون في طبيعتها معتقدات قاسية جامدة ومتطرفة وغير واقعية وغير منطقية وطاغية، ثم كيفية مناقشتها بقوة وفعالية واستبدالها بأخرى أكثر عقلانية ومساعِدة للذات. وباستخدام الطرق والنشاطات السلوكية والعاطفية والمعرفية المختلفة، يتمكن المراجعون، مع المساعدة المقدمة من المعالِج والتمارين التي يجرونها في المنزل، من اكتساب طريقة بنّاءة وأكثر عقلانية ومساعِدة للنفس في أفكارهم ومشاعرهم وتصرفاتهم.
يتمثل أحد أهداف المعالجة العقلانية الانفعالية السلوكية في إفهام المراجِعين أنه كلما حدثت أحداث جديدة مزعجة وتعيسة في حياة البشر، سيكون لديهم الخيار لجعل أنفسهم يشعرون بشكل صحي ومساعِد لأنفسهم بالأسف وخيبة الأمل والإحباط والضيق أو جعل أنفسهم يشعرون بشكل غير صحي بالرعب والذعر والخيبة والاكتئاب وكره الذات ورثائها. ومن خلال تحقيق وتوطيد فلسلفة أكثر عقلانية وبنّاءة لأنفسهم ولغيرهم ولبقية العالَم، يميل الناس غالبًا إلى التصرف والإحساس بطرق أكثر تكيفًا وملاءمةً للحياة.

## المعتقدات حول الأوضاع والظروف ومناقشتها
الفرضية الأساسية للمعالجة العقلانية الانفعالية السلوكية هي أن البشر لا يشعرون بالانزعاج بسبب الظروف التعيسة والمؤسفة، ولكن ينزعجون من كيفية بناء وجهات نظرهم -بأنفسهم ومع الآخرين- حول هذه الظروف، من خلال لغتهم ومعتقداتهم التقييمية والمعاني والفلسفات عن هذا العالم. نُسب هذا المفهوم منذ زمن بعيد إلى الفيلسوف الروماني إبيكتيتوس، والذي غالبًا ما نُقل عنه أنه استخدم أفكارًا مماثلة وُجدت في العصور القديمة.
يتعلم المراجِعون في المعالجة العقلانية الانفعالية السلوكية هذه الفرضية ويُطبّقونها من خلال تعلم نموذج إيه بي سي دي إي إف للاضطراب النفسي والتغيير. تمثل الحروف التالية المعاني الآتية في هذا النموذج:
- إيه: الشدائد.
- بي: المعتقد الذي يتطور عند الشخص حول الشدائد.
- سي: العواقب الناجمة عن المعتقد الشخصي السابق.
- دي: مجادلة الشخص في إيه وبي وسي في تفكيره التالي.
- إي: الفلسفة أو المعتقد الجديد الفعال الذي يتطور في ذلك الشخص من خلال حدوث دي في عقله نتيجة إيه وبي.
- إف: المشاعر المتطورة في نفس الشخص سواء عند النقطة سي أو بعدها أو عند النقطة التالية للنقطة إي.

يوضح نموذج الأحرف إيه بي سي أنه ليس الحرف إيه -المتمثل بالشدائد- هو الذي يُسبب الاضطرابات والانفعالات غير الوظيفية والعواقب السلوكية، ولكن أيضًا ما يُؤمن به الأشخاص في الحرف بي بشكل غير عقلاني حول الحرف إيه. يمكن أن تكون هذه الشدائد ناجمة عن حالة خارجية أو عبارة عن فكر أو شعور أو أي نوع آخر من الأحداث الداخلية، ويمكن أن تشير إلى حدث في الماضي أو الحاضر أو المستقبل.
معتقدات الحرف بي، الأكثر أهمية في نموذج إيه بي سي، هي معاني فلسفية واضحة وضمنية وافتراضات حول الأحداث والرغبات الشخصية والتفضيلات. وهي تقييمية للغاية، وتتألف من جوانب وأبعاد إدراكية وشعورية وسلوكية مترابطة ومتكاملة.